# مسجد جامع نطنز
مسجد جامع یا مسجد جمعهٔ نطنز مجموعه‌ای از چند بنای مذهبی شهر نطنز در استان اصفهان است که همهٔ آن‌ها در زمان اولجایتو خدابنده و پسرش ابوسعید بهادرخان ساخته شده‌اند. ساختمان‌ها مربوط به زمان‌های مختلف ولی فاصلهٔ زمانی ساخت آن‌ها به یکدیگر اندک است. این مجموعه شامل مسجد جامع و یک خانقاه و مقبرهٔ شیخ عبدالصمد و یک منارهٔ ۳۷ متری است. این اثر در تاریخ ۱۸ تیر ۱۳۱۱ با شمارهٔ ثبت ۱۸۸ به‌عنوان یکی از آثار ملی ایران به ثبت رسیده است.

## معماری

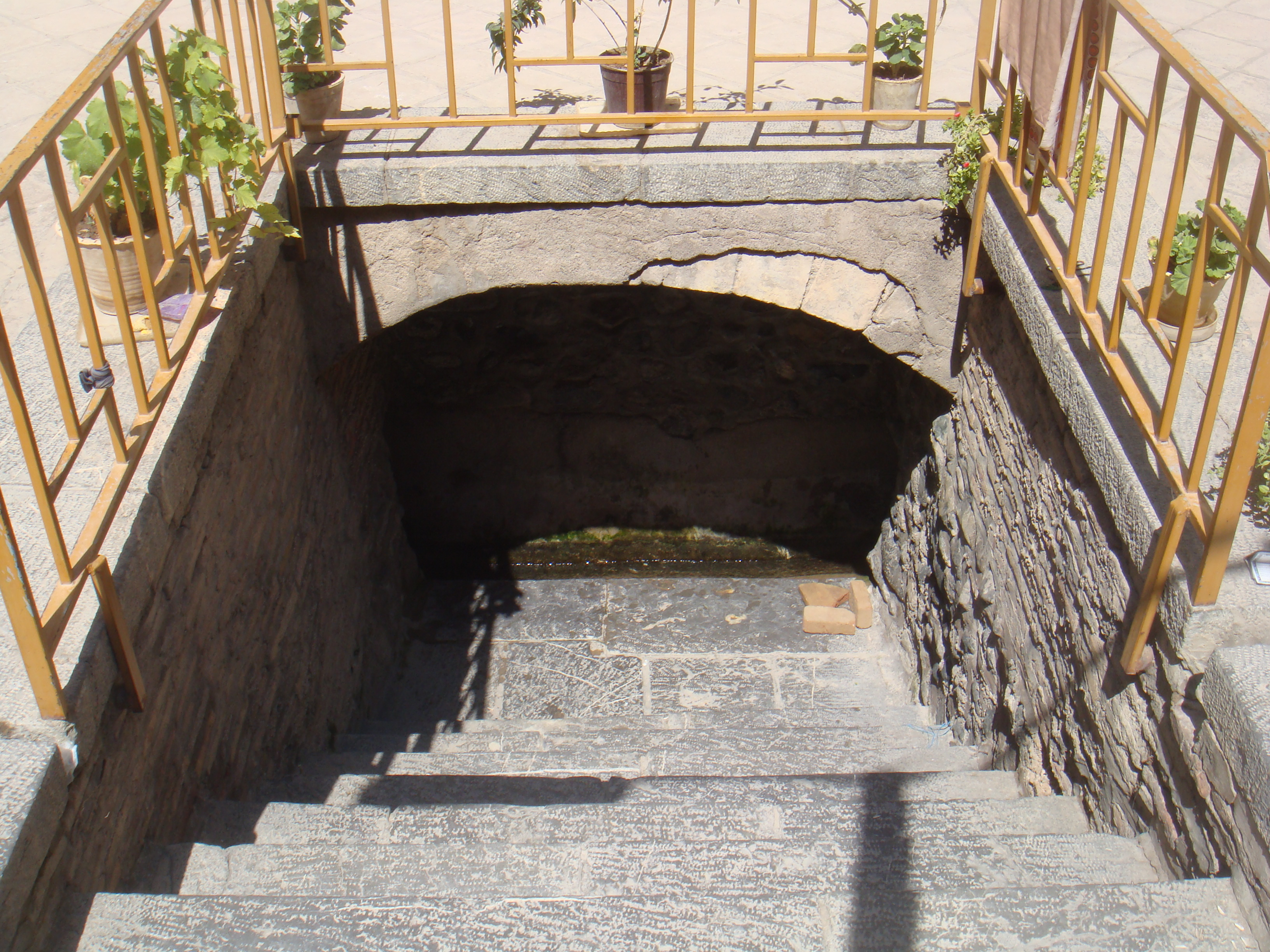
مسجد جامع نطنز

آندره گودار دربارهٔ مجموعه بناهای مسجد و مقبره نوشته است که محورهای اصلی این بناها، که همان محور محراب آنهاست، در حدود ده درجه با یکدیگر اختلاف دارد و این اختلاف بیش از آن است که بتوان حمل بر اشتباه در نقشهٔ بنا کرد. پس باید پذیرفت که به هنگام احداث این دو بنا، روش سازندگان هریک از آن‌ها در تعیین راستای قبله با دیگری تفاوت داشته‌است. وی افزوده است که راه ورود مقبره، که به شکلی نامناسب تعبیه شده، دلیل بر آن است که بنای مقبره به مسجد اضافه شده است؛ ولی به اعتقاد دونالد ویلبر، مقبرهٔ شیخ عبدالصمد از مسجد جامع قدیمی‌تر است؛ چون در نقاطی که گچ دیوارها فرو ریخته‌است، قسمتی از تزیینات آجری قدیمی‌تر آن دیده می‌شود. به نوشتهٔ وی، علایم آشکاری وجود دارد که در نمای شمالی مقبره، یک سردر بوده که با توجه به نوع قالب‌گیری گچی، در حدود ۷۰۷ق مسدود شده‌است. شرودر نیز اظهار داشته که گنبدخانهٔ مسجد از چهار ایوان آن قدیمی‌تر است و ایوان‌ها و طاق‌نماهای صحن به بنای موجود اضافه شده است؛ زیرا محور گنبدخانه با محور صحن مسجد اختلاف دارد و در کتیبهٔ یکی از ایوان‌ها نیز این عبارت دیده می‌شود: «مسجد در داخل مسجد ساخته شده». آندره گودار تاریخ کتیبهٔ سَردَر خانقاه را ۷۱۶ق یا ۷۱۷ق تعیین کرده‌است. البته این کتیبه را امروزه با تاریخ ۷۱۶ق بازسازی کرده‌اند.

### سیر تحول بنا
بر اساس تحقیقات و کاوش‌های سازمان میراث فرهنگی در دو دههٔ اخیر، قدیمی‌ترین بخش این مجموعه گنبدخانهٔ جبههٔ جنوبِ غربی مسجد است. کتیبه‌ای که در ۱۳۵۲ش در این گنبدخانه کشف شد نشان داد که این گنبدخانه در ۳۸۹ق بنا شده و در نتیجه، قدیمی‌ترین گنبدِ تاریخ‌دار منطقه است.
طاق ایوان شمالی در دوره‌های بعد فرو ریخته که بازسازی شده است؛ ولی تزیینات و کتیبه‌های آن در این بازسازی اعاده نشده است؛ و امروزه فقط در طرفین لبهٔ هلالی طاقِ این ایوان، بخشی از کتیبهٔ قدیمی دیده می‌شود. در حد فاصل طبقهٔ اول و دوم این ایوان، کتیبه‌ای از دورهٔ صفویه باقی است. در نیم قرن اخیر، کف این ایوان با کاشی فرش شده‌است.
چنان‌که گذشت، در تقّدم یا تأخّر احداث بقعهٔ شیخ عبدالصمد نسبت به بنای مسجد اختلاف نظر وجود دارد. این بقعه ازاره‌ای از کاشی‌های ستاره‌ای‌شکل داشته که این کاشی‌ها به سرقت رفته‌است. همچنین بر دیوار جنوبی این بقعه، محرابی از کاشی وجود داشته که به نظر دونالد ویلبر، احتمالاً همان محرابی است که اکنون در موزهٔ ویکتوریا و آلبرت لندن نگه‌داری می‌شود. ویلبر همچنین احتمال داده است که کاشی‌های حاشیهٔ این محراب مورخ به ۷۰۷ق و امروزه در موزهٔ هنری متروپولیتن باشد.
بنای خانقاه در غرب این مجموعه قرار داشته که هم‌اکنون فقط سَردَر آن باقی است. بنا بر اظهارات اهالی محل، این بنا تا پایان دورهٔ صفویه وضع بسیار خوبی داشته و در حملهٔ افغانان، ویران شده‌است. در ۱۳۷۵ق شبستانی بر جای خرابه‌های این خانقاه احداث شده‌است. قسمتی از سردر خانقاه و تزیینات آن به مرور زمان فرو ریخته بود که در دههٔ اخیر مرمت شده‌است. امروزه سقف این سردر با مقرنسی زیبا و کاشی‌های رنگارنگ پوشیده و کاشی‌کاری نمای خارجی آن بازسازی شده‌است.
احداث منارهٔ این مجموعه، بر اساس کتیبهٔ آن، در ۷۲۵ق آغاز شده‌است. کاشی‌های مناره، که به تدریج فرو می‌ریخت و هر ساله آسیب بیشتری می‌دید، در ۱۳۵۶ش مرمت اساسی شد. نکتهٔ قابل توجه در این مجموعه تفاوت تزیینات در قسمت‌های مختلف آن است: بناهای مسجد جامع و بقعهٔ شیخ عبدالصمد تماماً گچ‌اندود و بدون تزیینات کاشی است؛ در حالی که سردر خانقاه و مناره و پایهٔ آن، که در فاصلهٔ کوتاهی از مسجد و بقعه ساخته شده، پوشیده از کاشی است.
به اعتقاد آرتور پوپ، این تفاوت فاحش در تزئینات به این دلیل است که در هنگام ساخت مسجد جامع نطنز، هنرمندان بیشتر در شمال کشور (شهر تبریز) سرگرم کار بوده‌اند و پس از اتمام مشغولیت‌های آنهاو بازگشتشان خانقاه این مجموعه ساخته شده‌است.

### کتیبه‌ها
قدیمی‌ترین کتیبهٔ بنا، بر ضلع شرقی گنبدخانه، مورخ به ۳۸۹ق است؛ و درِ منبت‌کاری شدهٔ این ورودی کتیبه‌ای به تاریخ ۸۲۵ق دارد. ایوان شمالی مسجد و مقبرهٔ شیخ عبدالصمد هریک کتیبه‌ای به تاریخ ۷۰۷ق دارد. بخش پایانی کتیبهٔ سردر خانقاهی که در غرب مسجد بوده فرو ریخته بوده که اکنون با تاریخ ۷۱۶ق مرمت شده‌است. سردر خانقاه چهار لوح مرمر دارد که یکی از آن‌ها مورخ به ۹۱۲ق است و بر بالای در چوبی آن، تاریخ ۱۳۴۸ق دیده می‌شود. بر دو کتیبهٔ مناره، تاریخ‌های ۷۲۵ق و ۱۳۴۲ق ثبت است. درِ قدیمی مسجد، که به کوچهٔ مجاور ضلع شمالی آن گشوده می‌شود، کتیبه‌ای دارد که بر طبق آن، تاریخ اتمام ساختِ در ۹۷۲ق و تاریخ نصب آن ۱۰۱۲ق بوده‌است. در ایوان جنوبی مسجد، دو لوح وقفنامه به تاریخ‌های ۱۱۰۳ق و ۱۲۵۹ق وجود دارد. در این ایوان، کتیبه‌ای دیگر حاکی از تعمیرات ۱۱۷۸ق است. از زیر لایه‌های گچیِ پوشش این ایوان، نوشته‌هایی به نظم و نثر با تاریخ‌های مختلف آشکار شده است؛ از جمله تاریخ‌های: ۸۹۹ق، ۹۴۰ق، ۹۵۱ق، ۹۹۳ق، ۱۱۷۸ق کتیبه‌ای منظوم در ایوان شمالی ماده تاریخی دارد که خبر از تعمیرات و سفیدکاری مسجد در ۱۱۳۹ق می‌دهد. کف این ایوان نیز پوشش کاشی مورخ به ۱۳۶۶ق و نیز ۱۳۲۶ش دارد. صندوق قبر شیخ عبدالصمد نیز پوششی از کاشی دارد که بر اساس کتیبهٔ منصوب بر بالای آن، در ۱۰۴۵ق انجام شده‌است. ضریح چوبی این آرامگاه مورخ به ۱۰۶۴ق است. علاوه بر این کتیبه‌ها، دو فرمان از شاه عباس اول صفوی و شاهزاده حسام‌السلطنه قاجار بر سردر مسجد وجود دارد که به ترتیب مورخ به ۱۰۲۴ق و ۱۲۸۱ق است.

## نگارخانه

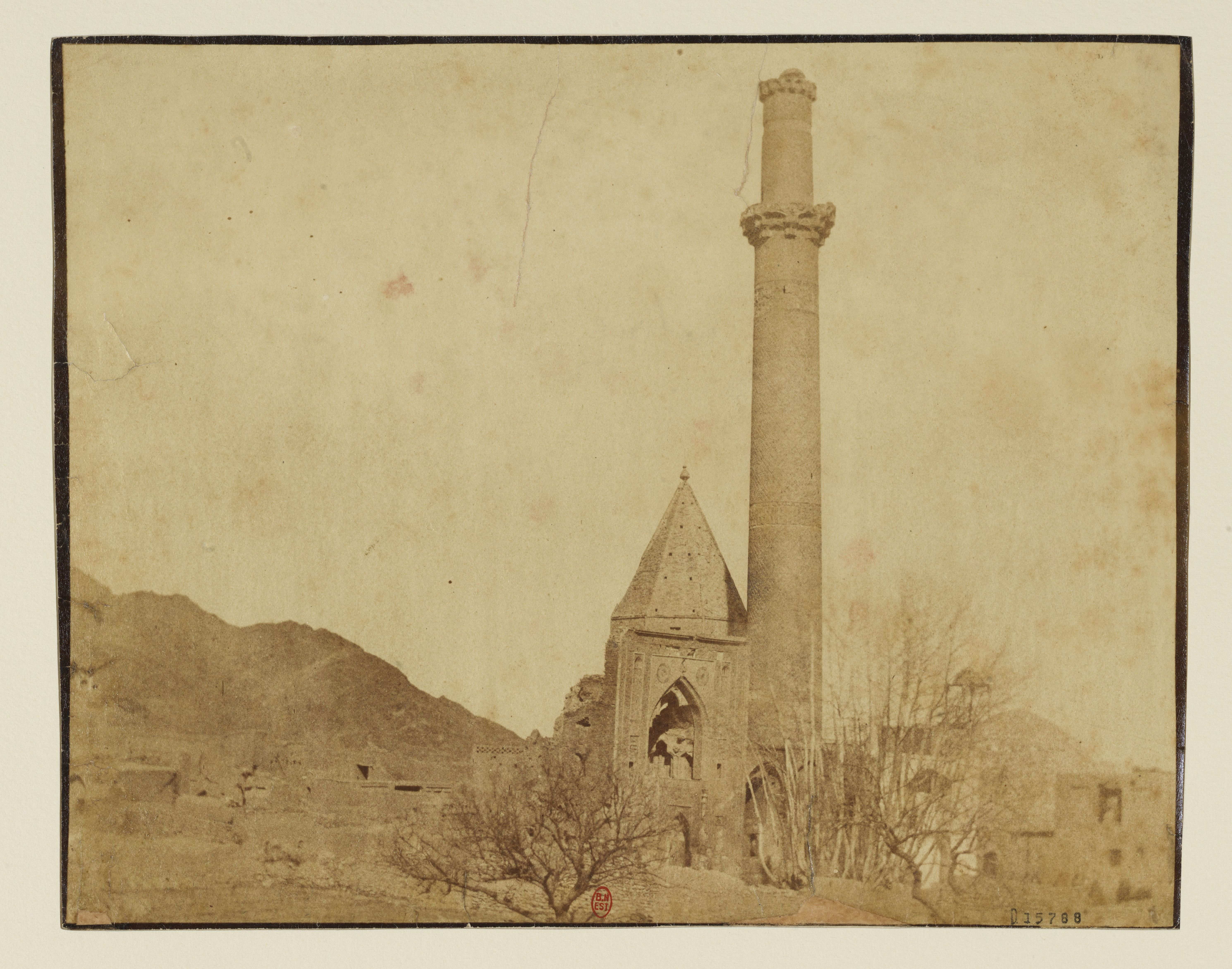
دورنمای مسجد در اواخر سدهٔ ۱۳ ه‍.ق (میانهٔ سدهٔ نوزدهم میلادی) - عکس از لوئیجی پشه
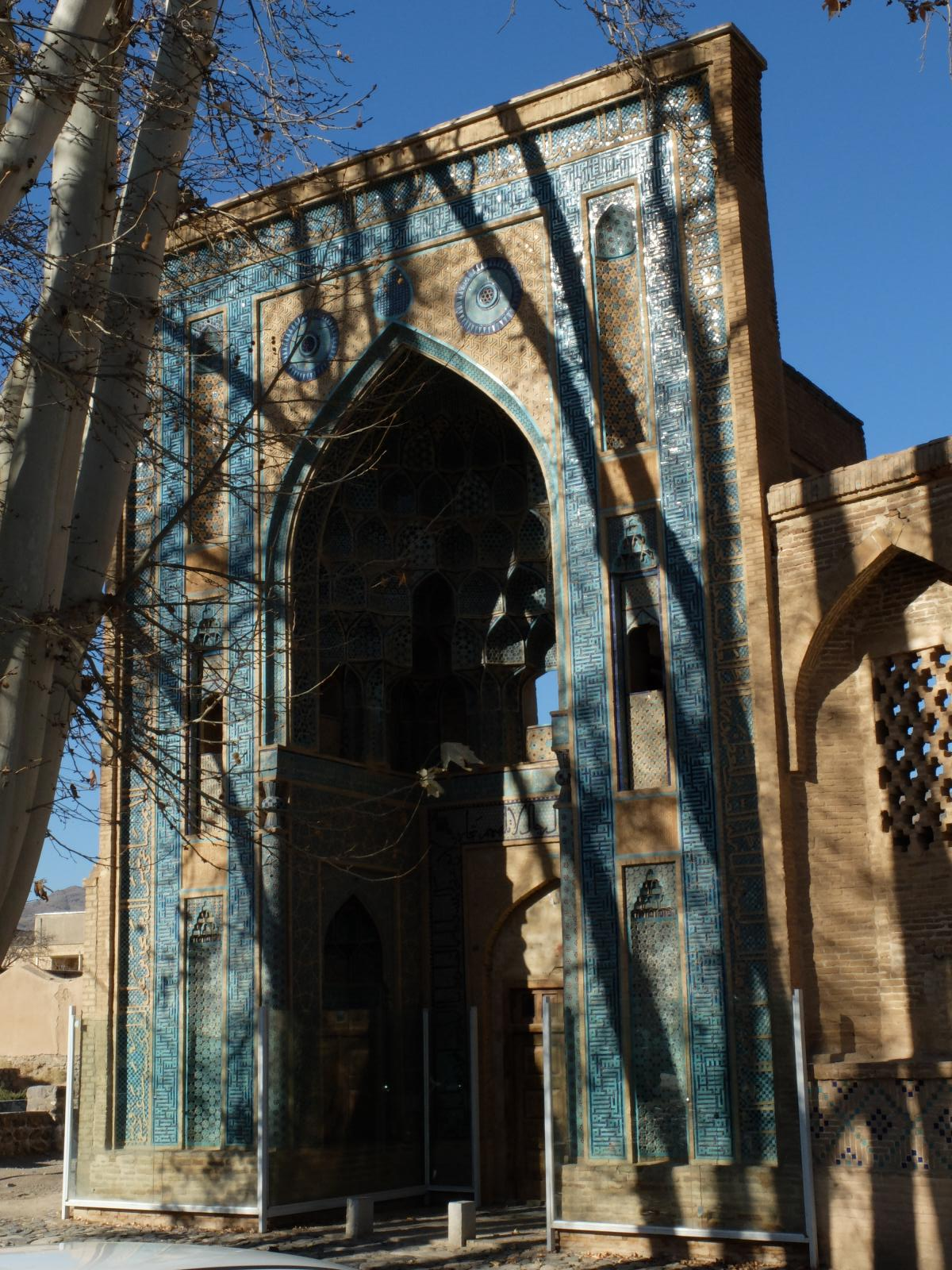
سردر مسجد جامع نطنز
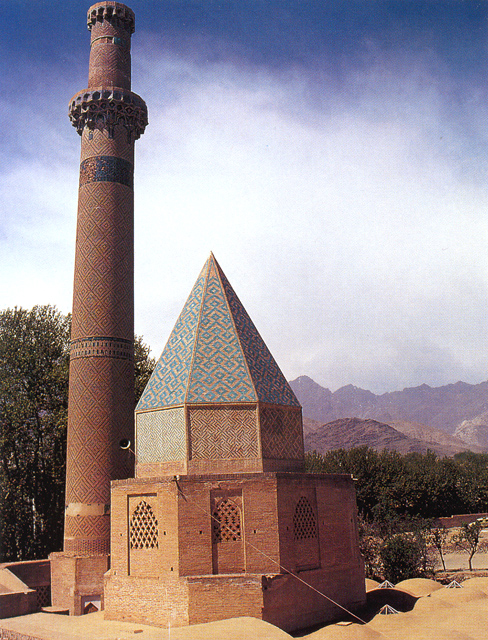
گنبد و منارهٔ مجموعه
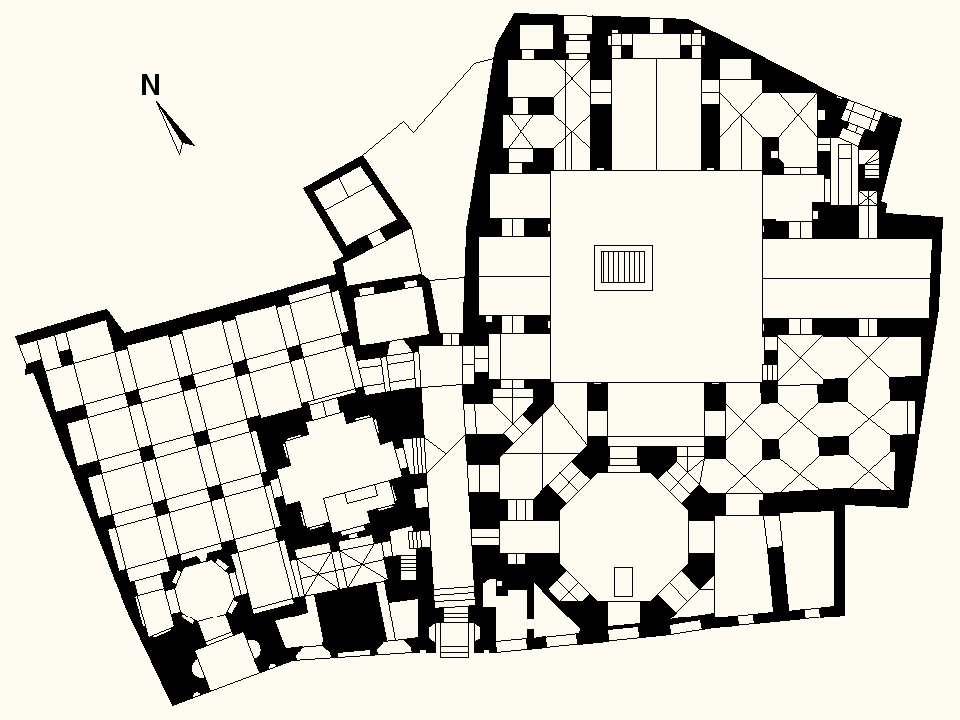
پلان مجموعهٔ مسجد جامع نطنز